# Gwara bydgoska
Gwara bydgoska – gwara języka polskiego używana przez niektórych mieszkańców Bydgoszczy i okolic.

## Historia

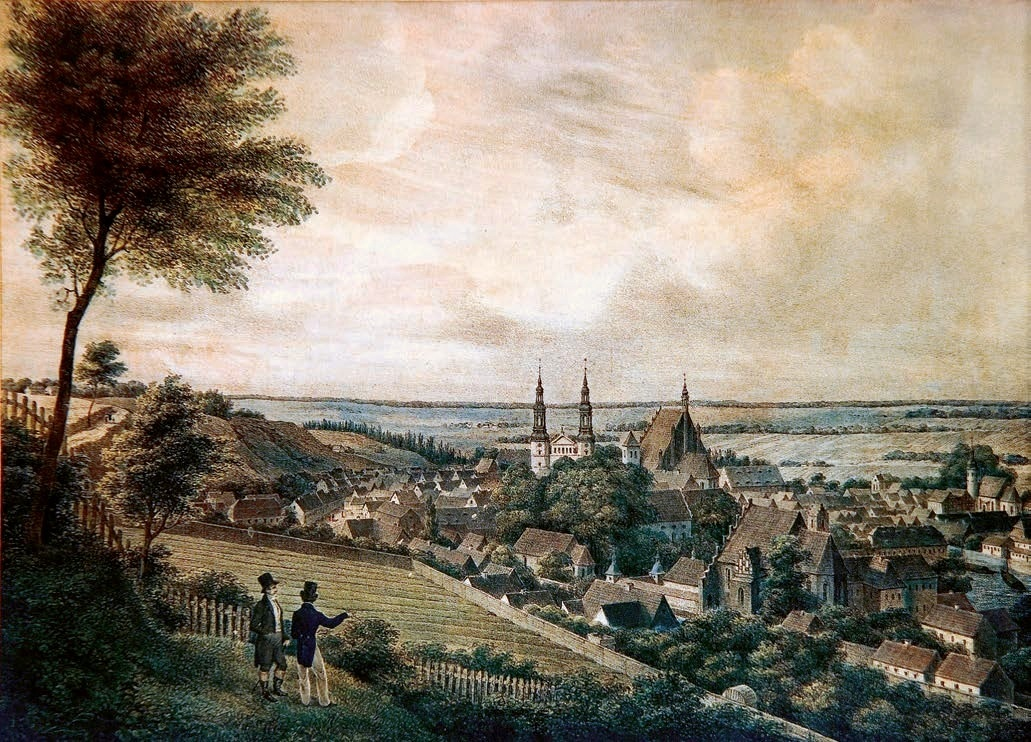
Miasto Bromberg w 1838 roku, uważane za miasto o charakterze niemieckim

Ludność zamieszkująca miasto Bydgoszcz przed XVIII wiekiem mówiła głównie gwarą kujawską.
Od 1772, to jest od I rozbioru Polski, w wyniku którego Bydgoszcz znalazła się w granicach Prus, nastąpił duży napływ ludności niemieckiej do miasta. Tuż przed 1920, to jest przed wkroczeniem do Bydgoszczy polskiej armii, ludność ta stanowiła większość mieszkańców miasta (ponad 80% populacji Bydgoszczy). Zarówno ten fakt, jak i postępująca germanizacja, wywarły duży wpływ na język mieszkańców pochodzenia polskiego. W związku z tym do mowy mieszkańców Bydgoszczy zostało wprowadzonych wiele germanizmów, poddanych spolszczeniu. Miejska gwara bydgoska, bardzo podobna do gwary poznańskiej, z zapożyczeniami słów z języka niemieckiego występowała na terenie Bydgoszczy i w jej okolicach.
W 1939 nastąpiło włączenie miasta do nazistowskich Niemiec oraz eksterminacja jego mieszkańców (szczególnie inteligencji). Po zakończeniu II wojny światowej gwarę bydgoską zaczął zastępować język literacki. Poprzez napływ ludności do miasta w czasach Polski Ludowej z ziemi chełmińskiej, Kociewia i okolic gwara bydgoska zaczęła zanikać. Obecnie najwięcej jej użytkowników można spotkać wśród starszej części społeczeństwa na Okolu, Szwederowie i Jachcicach.
Najlepiej udokumentowanym świadectwem gwary bydgoskiej jest powieść Jerzego Sulimy-Kamińskiego Most Królowej Jadwigi. We wrześniu 2012 ruszyła internetowa inicjatywa „Ratowanie Gwary Bydgoskiej”, w której wzięło udział ponad 1200 osób. Owocem ich prac jest opublikowany w internecie na początku stycznia 2013 Słowniczek Gwary Bydgoskiej.

## Przykłady
Jedne z najczęściej stosowanych określeń to:
- „ajnfach” – po prostu
- „amendeus” – depresja, chandra
- „antki” – napływowi mieszkańcy Bydgoszczy
- „badeje”, „badejki” – kąpielówki
- ,,bajzel" - bałagan
- „bana”, „baniarz” – kolej, kolejarz
- „bamber” – chłop
- „bamberka” – chłopka
- „bombka” – porcja wódki
- „brawędzić” – marudzić, ględzić
- „bryle” – okulary
- „chichrać się” – śmiać się
- „churchlać” – kaszleć
- „dekel” – pokrywka
- „dycht” – całkiem, zupełnie
- „ganek” – ścieżka, przejście
- „gzub” – dziecko
- „ja” (z języka niemieckiego) lub „jo” (z gwar pomorskich) – tak
- „klamoty” – zbędne rzeczy, w tym ubrania lub meble, bałagan, nieporządek; przedmioty ciężkie
- „korekt” – w porządku
- „krzyżak” – rdzenny mieszkaniec Pomorza; torunianin; Niemiec
- „kuch” – placek, ciasto
- „luj” – chuligan, menel
- „mudzić” – marudzić
- „nudle” – makaron
- „ostrzółka” – ostrzałka, temperówka
- „pryza” – tabaka
- „rojber” – urwis, chuligan, niegrzeczne dziecko
- „rychtyk”, „rychtych”, „rychtyg” (richtig) – dobrze, poprawnie
- „sklep” – piwnica
- „skład” – sklep
- „statki” – naczynia
- „sznytka” – kromka chleba
- „zebuć się” – zdjąć okrycie wierzchnie
- „żyć na knebel” – żyć w konkubinacie